# Retrokonwersja

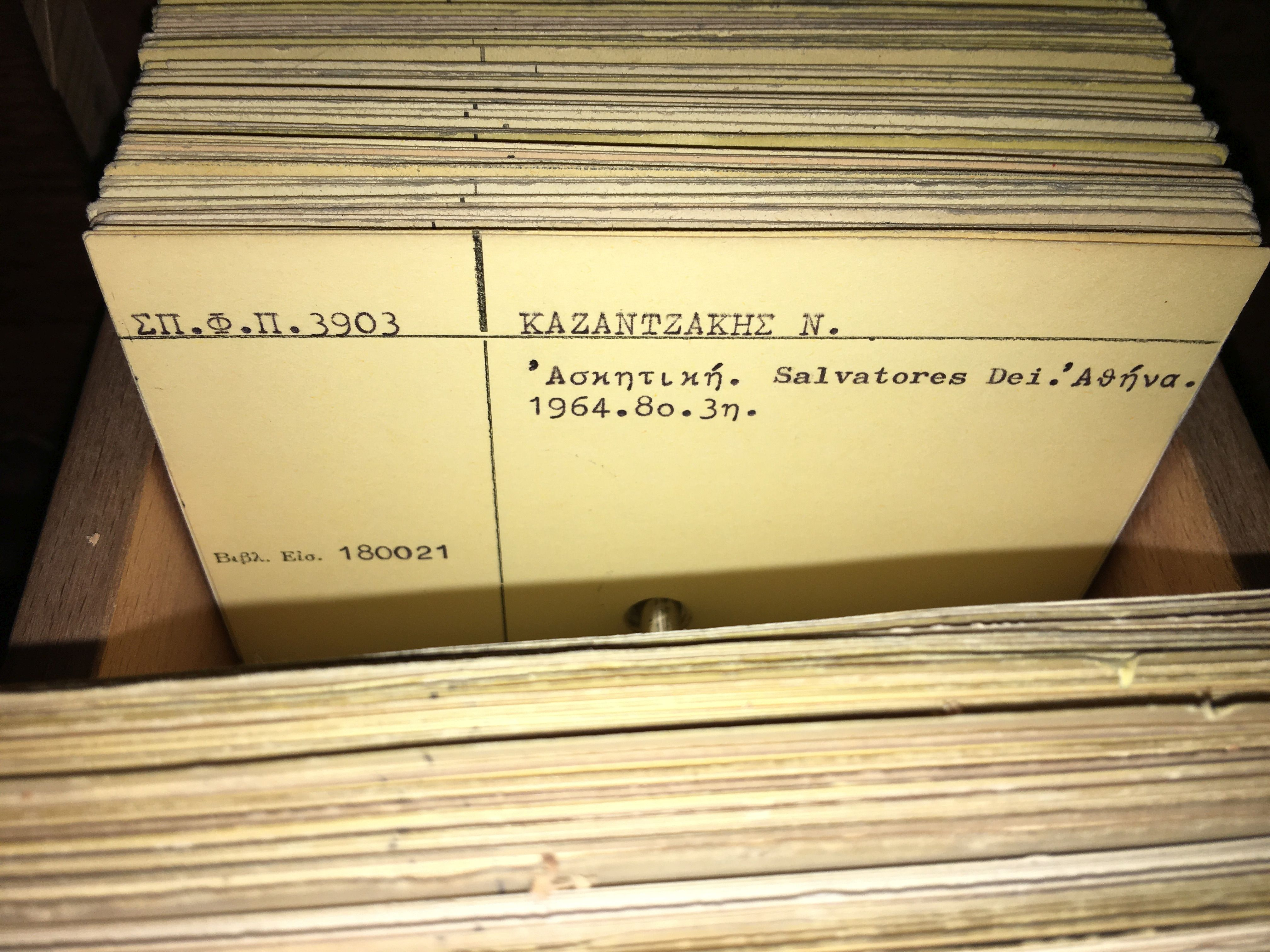
Papierowa karta katalogowa z opisem bibliograficznym

Retrokonwersja – proces przenoszenia opisów katalogowych, bibliograficznych księgozbioru z katalogu kartkowego biblioteki do katalogu komputerowego zintegrowanego systemu bibliotecznego lub do bazy danych. Dotyczy także przenoszenia do bazy informatycznej inwentarzy archiwalnych.
W bibliotekach retrokonwersja zbiorów to:
- przeniesienie istniejących opisów bibliograficznych dokumentów z tradycyjnej postaci kartkowej do programu komputerowego. Można tego dokonać poprzez: wprowadzenie danych do komputera z klawiatury, przejęcie danych z dostępnych baz i przystosowanie do własnych potrzeb, skanowanie kart katalogowych i przenoszenie z nich tekstu do bazy[2].
- przeniesienie opisów bibliograficznych istniejących na nośniku elektronicznym do innej postaci przy pomocy odpowiednich programów komputerowych[2].